# Ирска
Ирска (ир. Éire, енгл. Ireland), званично Република Ирска (ир. Poblacht na hÉireann, енгл. Republic of Ireland), држава је у западној Европи. Налази се на острву Ирска и састоји се из 26 од 32 округа. Главни и највећи град је Даблин, који има преко 1,5 милиона становника. На копну се граничи само са Северном Ирском, која је део Уједињеног Краљевства. Окружена је Атлантским океаном, односно Келтским морем на југу, пролазом Светог Ђорђа на југоистоку и Ирским морем на истоку.
Ирска Слободна Држава је настала са статусом доминиона 1922. године, након потписивања Англо-ирског споразума. Године 1937. усвојен је нови Устав, у коме је држава названа „Ирска” и фактички је постала република, са изабраним председником. Званично је проглашена републиком 1949. године, према Закону о Републици Ирској из 1948. Ирска је постала чланица Уједињених нација 1955. Придружила се Европским заједницама, претходници Европске уније, 1973. Није имала формалне односе са Северном Ирском током већег дела 20. века, али 1980-их и током 1990-их владе Уједињеног Краљевства и Ирске су радиле са северноирским странкама на решавању сукоба који је постао познат као Невоље. Од потписивања Споразума на Велики петак 1998. године, владе Ирске и Северне Ирске су сарађивале у бројним областима политике у оквиру Министарског савета Север/Југ који је створен Споразумом.
Ирска је развијена земља са квалитетом живота који се сврстава међу највише на свету. Године 2021. Индекс хуманог развоја сврстао је Ирску на шесто место. Такође се високо котира у области здравствене заштите, привредне слободе и слободе штампе. Чланица је ЕУ и један од оснивача Савета Европе и Организације за економску сарадњу и развој. Влада Ирске следи политику војне неутралности кроз несврставање још од пре Другог светског рата, па сходно томе није чланица НАТО, иако је чланица Партнерства за мир. Привреда Ирске је напредна, са једним од највећих европских финансијских центара у средишту Даблина. Спада међу првих пет најбогатијих држава на свету.

## Име
Држава која је 1922. године чинила 26 од 32 ирска округа је била позната као Ирска Слободна Држава. Устав Ирске, усвојен 1937, каже да се за име државе подједнако користе називи на ирском (ир. Éire) и енглеском језику (енгл. Ireland). Члан 2 закона Републике Ирске из 1948. године, каже „овим се изјављује да ће опис државе бити Република Ирска“. Закон из 1948. не именује државу као Република Ирска, јер би то било у супротности са уставом.
Влада Уједињеног Краљевства је користила назив на ирском језику без дијакритика (ир. Eire), а од 1949. године назив Република Ирска, све до Белфастког споразума 1998. године од када користи само назив Ирска.
Поред наведених назива, у употреби су и називи „Република“, „Јужна Ирска“ или „Југ“. У контексту који користе ирски републиканци држава се често назива и „Слободна Држава“ и „26 округа“.

## Историја
Келти су дошли до Ирске око 300. п. н. е. Контролисали су земљу око 1.000 година и оставили културу и језик који је преживео до сад, посебно у Голвеју, Корку, Керију и Вотерфорду. Римљани, који су освојили Британију, никад нису стигли до Ирске. Ирска је примила хришћанство између трећег и петог века, као једина земља која га је примила као веру на мирољубив начин.

## Географија
Острво Ирска се простире на 84.421 km² од којих пет шестина припада Републици Ирској, а остатак чини Северну Ирску. На западу се налази Атлантски океан, на североистоку Северни канал. На истоку се налази Ирско море које се на југозападу спаја са океаном преко Канала светог Ђорђа и Келтског мора. Западна обала Ирске се махом састоји од стена, брда и ниских планина (највиша тачка је Карунтухил (Carrauntoohill) на 1.041 m).

### Положај
Државе са којима се Република Ирска граничи су: Уједињено Краљевство. Површина државе износи 70.274,147397 km².

### Клима
Клима Ирске је атлантска, с много влаге, великом облачности и мало сунчаних дана, нарочито у западним деловима, који су под непосредним утицајем сталних и снажних западних ветрова. Због тога тај део земље има већу количину годишњих падавина (око 1500 mm) од источног (750 mm). Највише падавина има југозападни планински део – око 2500 mm. Због сталне влаге, и зато што нема суша ливаде су стално зелене, па је по томе Ирска и добила име зелено острво.
Локална умерена клима је нешто измењена услед Северноатлантске струје. Лета су ретко веома врућа, али се температура зими не спушта често испод нуле. Падавине су врло честе, са чак до 275 кишних дана годишње у неким деловима земље. 

## Национални паркови
У Ирској постоји шест националних паркова:
| Име                      | Основан | Величина () | Слика |
| ------------------------ | ------- | ----------- | ----- |
| Национални парк Баликрој | 1998.   | 117,79      |       |
| Национални парк Бурен    | 1998.   | 110         |       |
| Национални парк Гленвех  | 1984.   | 110         |       |
| Национални парк Киларни  | 1932.   | 102,89      |       |
| Национални парк Конемара | 1980.   | 30          |       |
| Национални парк Виклоу   | 1991.   | 205         |       |

## Административна подела

### Проблем Северне Ирске односно Шест округа
Северна Ирска, или Шест округа, како се ова територија зове на остатку острва, будући да се састоји од шест, од укупно девет, округа покрајине Алстер, настала је након преговора одржаних у Лондону о Подели Ирске 1921. године. Ова контроверзна одлука о подели острва и стварању јужне Слободне Државе Ирске и Северне Ирске довела је до Ирског грађанског рата на јужном, католичком делу острва, док је претежно протестантски север био сагласан са новом поделом, јер је остао у саставу Уједињеног Краљевства. Углавном су католици остали незадовољни поделом острва, тако да се неки сегменти друштва нису одрекли политичке и оружане борбе за поново уједињење острва у јединствену државу која би обухватала и све северне области (грофовије):
- Фермана,
- Арма,
- Тајрон,
- Даун,
- Антрим
- Дери

сматрају се делом Ирске, мада под британском окупацијом. Окрузи Каван, Монахан и Данегал, уз већ поменуте, творе покрајину Алстер. Уз Алстер, остале покрајине ирског острва су:
- Манстер,
- Конот
- Ленстер.

Укупно на острву има 32 округа.

## Становништво
Република Ирска је држава која је претежно насељена Ирцима. Ирци највише говоре енглеским језиком, а главна религија је Римокатоличанство.
Према процјени становништва 2010. године, у Ирској је живило 4.722.028 становника. Подаци о процјени:
- Мушкарци:2.358.054
- Жене:2.363.974
- Густина насељености:60,48 становника на km²
- Површина:70.273 km²

Према попису становништва из 2022. године, у Ирској је живело 5.149.139 становника, што је пораст од 8% у односу на 2016. Према подацима из 2011, Ирска има највећу стопу рађања у Европској Унији (16 рођених на 1.000 становника). Просечан број рођене деце по жени 2017. износио је 1,80, док је он у 1850. годнини износио 4,52. Просечан становник Ирске стар је 37,1 година.
Према подацима пописа из 2022, број неираца износио је 631.785, што је 8% више у односу на попис 2016, кад је тај број износио 535.475. Највише имиграната било је из Пољске (93.680), Уједињеног Краљевства (83.347), Индије (45.449), Румуније (43.323), Литваније (31.177) и Летоније (27.338).

### Највећи градови
| Даблин Корк | 1.  | Даблин    | Ленстер | 1.263.219 | Лимерик Голвеј |
| Даблин Корк | 2.  | Корк      | Манстер | 222.526   | Лимерик Голвеј |
| Даблин Корк | 3.  | Лимерик   | Манстер | 102.287   | Лимерик Голвеј |
| Даблин Корк | 4.  | Голвеј    | Конот   | 85.910    | Лимерик Голвеј |
| Даблин Корк | 5.  | Вотерфорд | Манстер | 60.079    | Лимерик Голвеј |
| Даблин Корк | 6.  | Дрогеда   | Ленстер | 44.135    | Лимерик Голвеј |
| Даблин Корк | 7.  | Дандалк   | Ленстер | 43.112    | Лимерик Голвеј |
| Даблин Корк | 8.  | Свордс    | Ленстер | 40.776    | Лимерик Голвеј |
| Даблин Корк | 9.  | Наван     | Ленстер | 33.886    | Лимерик Голвеј |
| Даблин Корк | 10. | Бреј      | Ленстер | 33.512    | Лимерик Голвеј |

Главни градови су престоница, Даблин на источној обали, Корк на јужној, Голвеј и Лимерик на западној обали, и Вотерфорд на јужној обали (види Градови у Ирској).

### Језици
Ирски језик је национални језик Републике Ирске и "примарни званични језик". Иако доминантнији, енглески је "секундарни званични језик". Према попису становништва из 2016, око 40% популације Р. Ирске (1,75 мил. становника) изјаснило се да знају да причају ирски језик, али само око 74.000 становника Р. Ирске прича ирски код куће, на дневној бази. Ирски се данас прича углавном само у руралним областима, највише на сверозападу земље.
После енглеског, пољски језик се највише говори код куће, на дневној бази. Такође, део Ирских путника говори језик Шелта, који је мешавина ирског и енглеског језика. Дијалекти шкотског језика се говоре од стране Алстераца у Донегалу.

### Религија
Према попису из 2016, 78,3% становништва изјашњавало се као католици, 4,2% као протестанти, 1,3% као православци, 1,3% као муслимани, док се 9,8% становништва изјаснило као атеисти.

## Привреда
Ирска економија пре 1980. године била је „традиционално“ устројена и не нарочито успешна. Тада је Ирска знатно заостајала за Уједињеним Краљевством и осталом Западном Европом. У тадашњој ирској економији пољопривреда је имала важнију улогу. Од 1980. године долази до великих промена.
Данас је Ирска други светски највећи извозник рачунарских програма. Готово трећина свих персоналних рачунара продатих у Европи произведена је у Ирској, и то већином у америчким фабрикама.
Упоређујући ниво развијености Ирске и Уједињеног Краљевства, види се да је Ирска, као традиционално неразвијена, успела за 20-ак година да достигне Уједињено Краљевство. На пример, Ирска је 1977. године имала 65% националног бруто дохотка по становнику Уједињеног Краљевства, а 2000. године тај број је износио чак 93%. Један други показатељ наводи да је куповна моћ Ираца виша него код Швеђана, Немаца, Француза, Британаца или Италијана.

## Култура

### Забава
- Корси (The Corrs), фолк-рок музичка група

### Спорт
Најпопуларнији спорт у Републици Ирској је ирски фудбал. Популарни спортови у овој земљи су и харлинг, рагби, крикет, голф, бокс и јахање коња. Ирац Брајан О’Дрискол је један од најбољих рагбиста свих времена.